# 蒙大拿酒店

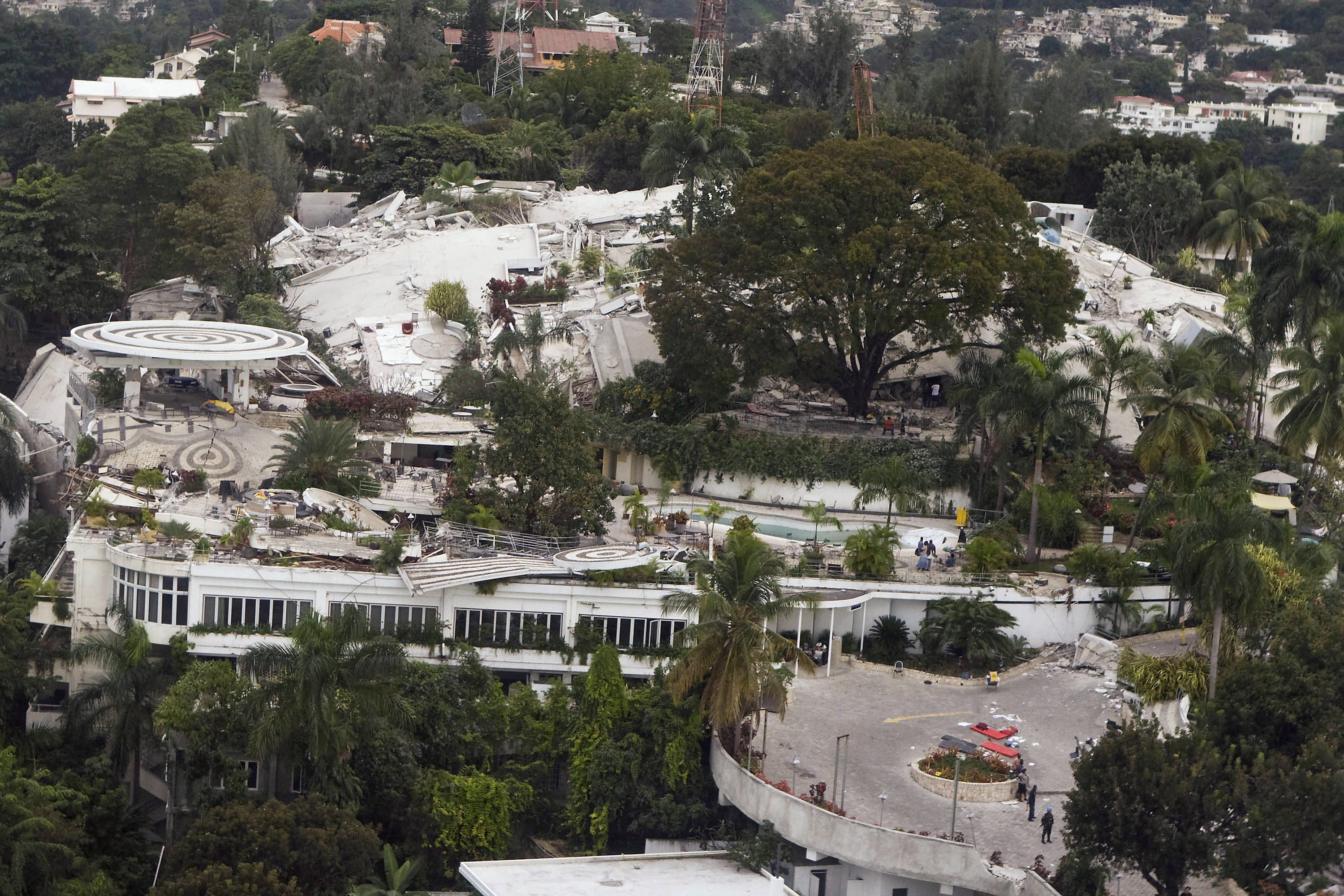
倒塌后的蒙大拿酒店

蒙大拿酒店（法语：Hôtel Montana），是海地首都太子港一所建于1946年的有名四星级酒店。在2010年海地地震中，它被震致倒塌